# S-Bahn Rhein-Ruhr

Logo S-Bahn Rhein-Ruhr

Die S-Bahn Rhein-Ruhr ist ein multizentrisches S-Bahn-Netz des Verkehrsverbundes Rhein-Ruhr (VRR) im westlichen Nordrhein-Westfalen und, an der Länge des Streckennetzes gemessen, das zweitgrößte Deutschlands. Es umfasst das gesamte Ruhrgebiet und verbindet verschiedene Ruhrmetropolen mit insgesamt 10 durchgehend verkehrenden Linien. Die S-Bahn Rhein-Ruhr unterscheidet sich wesentlich von typischen S-Bahn-Netzen durch ihren Umfang, ihre Struktur und Fahrzeuge. Zusammen mit dem Kölner S-Bahn-Netz, mit der sie sich Trassen und Fahrzeuge teilt, ist sie ein wichtiger Bestandteil des nordrhein-westfälischen Mobilitätsangebotes.
Zum Einsatz kommen je nach S-Bahn-Linie verschiedene Fahrzeuge. Hauptsächlich wird mit Elektrotriebwagen der Baureihe 422 sowie seit dem Fahrplanwechsel im Dezember 2019 mit Fahrzeugen des Typs Stadler Flirt 3XL gefahren, seit Dezember 2014 werden auf den Linien S 5 und S 8 Triebzüge des Typs Alstom Coradia Continental (Baureihe 1440.3) eingesetzt. Auf den nicht elektrifizierten Linien verkehren LINT- (Baureihe 1648, S 7, RheinRuhrBahn) oder Integral-Triebzüge (Baureihe 609.1, S 28, Regiobahn)
Im Januar 2024 kam es bei der S 6 zu einem Erdrutsch im Trassenabschnitt zwischen dem Bahnhof Hösel und Haltepunkt Kettwig Stausee, dessen Beseitigung sowie Wiederherstellung des Betriebes voraussichtlich bis Dezember 2025 dauern wird.

## Geschichte
Bereits vor dem Zweiten Weltkrieg war mit dem Ruhrschnellverkehr ein System beschleunigter Nahverkehrszüge eingeführt worden, das bereits einen großen Teil des heutigen S-Bahn-Netzes im Ruhrgebiet umfasste. Stellenweise gab es sogar eigengenutzte Gleiskörper, so wie es derzeit größtenteils der Fall ist.
Ab 1948 wurde dieses System unter dem Namen Nahschnellverkehr, später Bezirksschnellverkehr, wieder aufgenommen. Neben den bereits früher eingesetzten Dampflokomotiven der Baureihe 78 kamen nun auch die speziell für diesen Zweck entwickelten Lokomotiven der Baureihe 65 zum Einsatz.
Das S-Bahn-Netz wurde 1967 mit Elektrolokomotiven auf der Strecke von Ratingen Ost nach Düsseldorf-Garath eingeweiht und war damit das erste mit konventionellem Bahnstrom betriebene S-Bahn-Netz in Deutschland. Im nächsten Jahr wurde die S 6 vorläufig fertiggestellt:
- Am 26. Mai 1968 verlängerte man die S 6 von Ratingen Ost bis Essen Hauptbahnhof.
- Zum 12. Dezember 1968 wurde im Süden Langenfeld (Rheinland) von der S 6 erreicht.

Am 26. Mai 1974 wurden dann zwei neue S-Bahn-Linien in Betrieb genommen. Dies waren die S 1 von Duisburg-Großenbaum bis Bochum Hauptbahnhof und die S 3, beinahe auf ihrer heutigen Ausdehnung, von Oberhausen Hauptbahnhof bis Hattingen (Ruhr). Die Strecke zum Terminal des Düsseldorfer Flughafens kam am 27. Oktober 1975 hinzu und wurde von der S 7 von Düsseldorf Hauptbahnhof aus bedient. Der Lückenschluss zwischen Duisburg-Großenbaum und Düsseldorf von der S 1 folgte am 25. September 1977, und am 28. September 1980 wurde die S 7 bis zum damaligen Bahnhof Solingen-Ohligs (heute: Solingen Hauptbahnhof) verlängert. Ebenfalls wurde am 1. Januar 1980 der VRR-Tarif eingeführt.
1983 erhielt Dortmund seine erste S-Bahn, als am 25. September die S 1 von Bochum dorthin verlängert wurde. Dies beinhaltete auch eine Neubaustrecke, die die Universität Dortmund anschließt. Am 3. Juni 1984 folgte die S-Bahn-Linie S 4 von Dortmund-Germania nach Unna. Zur besseren Erschließung der Hattinger Innenstadt wurde die S 3 am 3. Juli 1987 um eine Station bis Hattingen (Ruhr) Mitte erweitert. Am 29. Mai 1988 wurde die längste S-Bahn-Linie in Deutschland – die S 8, auch Ost-West-S-Bahn genannt – auf gesamter Länge von Hagen Hauptbahnhof bis Mönchengladbach Hauptbahnhof in Betrieb genommen. Bei dieser Gelegenheit konnte auch die seit dem 1. Juni 1975 existierende Kölner S 11 von Bergisch Gladbach nach Köln-Chorweiler, die zuvor bereits nach Köln-Chorweiler Nord und später nach Neuss Hauptbahnhof verlängert wurde, bis Düsseldorf-Gerresheim verlängert werden, sodass nunmehr die vormaligen Teilnetze Ruhrgebiet und Köln erstmals verbunden wurden.
Am 27. Mai 1990 kam es zu weiteren Änderungen: Die S 21 – eine Alternative zu der S 1 mit Halt am Bahnhof Düsseldorf Flughafen (Terminal) – wurde eingeführt, zudem bekamen die S-Bahnen in Köln eigene Gleise, die spätere Stammstrecke mit dem neuen Haltepunkt Köln Hansaring wurde eröffnet. Ab dem 2. Juni 1991 wurde diese auch von den Zügen der bis Köln verlängerten S 6 bedient. Am 2. Juni 1991 wurde außerdem die S 2 von Dortmund über Gelsenkirchen, Herne, Altenessen und Oberhausen nach Duisburg eingeführt, die am 29. September 1991 einen Streckenast nach Essen und am 24. Mai 1998 einen nach Recklinghausen erhielt. Dortmund-Lütgendortmund erhielt am 23. Mai 1993 mit der Verlängerung der S 4 zum Bahnhof Dortmund-Lütgendortmund den S-Bahn-Anschluss. Als faktische Verlängerung der S 8 wurde am 29. Mai 1994 die S 5 von Hagen über Wetter (Ruhr) und Witten nach Dortmund eröffnet. Die nächste neue Linie kam am 24. Mai 1998 hinzu, als die S 9 von Haltern nach Essen-Steele ihren Betrieb aufnahm. Am 26. September 1999 wurden dann die vorherigen Regionalbahn-Verbindungen von Kaarst nach Neuss und von Düsseldorf nach Mettmann von der Regiobahn übernommen und neu als S-Bahn-Linie S 28 bezeichnet.
Der VRR hatte Anfang Juli 2013 bekannt gegeben, dass die Regionalbahn-Linie RB 47 (Der Müngstener) von Solingen Hauptbahnhof über Remscheid Hauptbahnhof nach Wuppertal Hauptbahnhof ab Dezember 2013 als Linie S 7 verkehren sollte. Zu diesem Zeitpunkt übernahm Abellio Rail NRW diese Linie von DB Regio.
Am 11. September 2020 erfolgte die Betriebsaufnahme für den Linienast der S 9 zwischen Gladbeck West und Recklinghausen Hbf. Gut zwei Jahre später wurde am 11. Dezember 2022 der Haltepunkt Herten (Westf) in Betrieb genommen. Die Inbetriebnahme der zusätzlichen vorgesehenen Haltepunkte auf dieser Strecke – Gelsenkirchen-Buer Nord und Herten-Westerholt – sollten ursprünglich zum Fahrplanwechsel im Dezember 2024 geschehen, wurde allerdings im Oktober wegen „Probleme[n] bei der Bauausführung“ auf unbestimmte Zeit verschoben. VRR-Vorstandsprecher Oliver Wittke kritisierte daraufhin das Kommunikationsmanagement der DB:

„Dass der VRR aus dem Winterfahrplan der DB von der Verschiebung auf unbestimmte Zeit erfahren hat, ist wenig professionell und für uns vollkommen inakzeptabel. Die genannten Probleme bei der Bauabwicklung fallen nicht vom Himmel.“

Im Frühjahr 2023 ging ein überarbeiteter Internetauftritt unter dem Namen s-bahn-rhein-ruhr.de online.

## Tarife
In den S-Bahnen gelten die Tarife des Verkehrsverbundes VRR. Auf einem Teil ihrer Streckenverläufe gilt auf den Linien S 6 und S 11 das Tarifsystem des Verkehrsverbundes VRS. Innerhalb Unnas (S 4) gilt seit August 2017 der Westfalentarif.

## Linien
Im 19. Jahrhundert konkurrierten drei bedeutende Eisenbahngesellschaften im Rheinland und im Ruhrgebiet, daher wurden diese Gebiete durch eine Vielzahl von teilweise parallelen Eisenbahnstrecken erschlossen. Bereits mit Einführung des Ruhrschnellverkehrs fasste man diese durch Ausbauten und neue Verbindungsstrecken zu neuen Verkehrswegen zusammen. Diese Praxis wurde beim Ausbau des S-Bahn-Netzes weiter verfolgt, sodass die heutigen S-Bahn-Linien bisweilen ein halbes Dutzend verschiedener Bahnstrecken befahren.
Unter der Bezeichnung S-Bahn Rhein Ruhr verkehren folgende Linien:
| Linie    | Linienverlauf | Bahnstrecken | KBS    | Länge      | Eröffnung der ersten Teilstrecke | Erste Teilstrecke                 |
| -------- | --- | --- | ------ | ---------- | -------------------------------- | --------------------------------- |
| S 1      | Dortmund – Bochum – Essen – Mülheim – Duisburg – Düsseldorf Flughafen – Düsseldorf – Hilden – Solingen | Dortmund–Duisburg, Duisburg–Düsseldorf, Düsseldorf–Solingen | 450.1  | 97 km      | 26.05.1974                       | Bochum – Duisburg-Großenbaum      |
| S 2      | Dortmund – Dortmund-Dorstfeld – Dortmund-Mengede – Herne – Wanne-Eickel – Gelsenkirchen – Gelsenkirchen-Rotthausen – Essen-Kray Nord – Essen Dortmund – Dortmund-Dorstfeld – Dortmund-Mengede – Herne – Recklinghausen | Dortmund–Dortmund-Dorstfeld, Dortmund-Dorstfeld–Dortmund-Mengede, Dortmund-Mengede–Herne/Gelsenkirchen/Duisburg, Gelsenkirchen–Essen bzw. Herne–Recklinghausen | 450.2  | 42 km33 km | 02.06.1991                       | Dortmund – Duisburg               |
| S 3      | Oberhausen – Mülheim an der Ruhr – Essen – Essen-Steele – Hattingen Mitte | Oberhausen–Essen-Steele Ost, Essen-Steele Ost–Bochum-Dahlhausen, Bochum-Dahlhausen–Hattingen Mitte | 450.3  | 33 km      | 26.05.1974                       | Oberhausen – Hattingen            |
| S 4      | Dortmund-Lütgendortmund – Dortmund-Dorstfeld – Unna-Königsborn – Unna | Dortmund-Lütgendortmund–Dortmund Süd, Dortmund Süd–Unna-Königsborn, Unna-Königsborn–Unna | 450.4  | 30 km      | 03.06.1984                       | Dortmund-Germania – Unna          |
| S 5      | Dortmund – Witten – Wetter – Hagen | Dortmund–Hagen | 450.5  | 31 km      | 29.05.1994                       | Gesamtstrecke                     |
| S 6      | Essen – Ratingen Ost – Düsseldorf – Langenfeld – Köln – Köln-Nippes (– Köln-Chorweiler – Köln-Worringen) | Essen–Essen-Werden, Essen-Werden–Düsseldorf, Düsseldorf–Köln, Köln–Köln-Worringen | 450.6  | 78 km      | 28.09.1967                       | Ratingen Ost – Düsseldorf-Garath  |
| S 7      | Wuppertal – Remscheid – Solingen | Wuppertal–Wuppertal-Oberbarmen, Wuppertal-Oberbarmen–Remscheid-Lennep, Remscheid-Lennep–Remscheid, Remscheid–Solingen | 450.7  | 41 km      | 15.12.2013                       | Gesamtstrecke                     |
| S 8      | Hagen – Wuppertal – Wuppertal-Vohwinkel – Düsseldorf – Neuss – Mönchengladbach | Hagen–Gevelsberg West, Gevelsberg West–Schwelm, Schwelm–Wuppertal, Wuppertal–Düsseldorf, Düsseldorf–Mönchengladbach | 450.8  | 82 km      | 29.05.1988                       | Gesamtstrecke                     |
| S 9      | Recklinghausen / Haltern am See – Gladbeck West – Bottrop – Essen Hauptbahnhof – Essen-Steele – Velbert-Langenberg – Wuppertal-Vohwinkel – Wuppertal – Hagen                                                           | Recklinghausen–Blumenthal / Haltern am See–Marl-Lippe, Marl-Lippe–Gelsenkirchen-Buer Nord, Blumenthal–Gelsenkirchen-Buer Nord–Essen-Dellwig Ost, Essen-Dellwig Ost–Essen West, Essen West–Essen-Steele, Essen-Steele–Wuppertal-Vohwinkel, Wuppertal-Vohwinkel–Wuppertal, Wuppertal–Schwelm, Schwelm–Gevelsberg West, Gevelsberg West–Hagen | 450.9  | 116 km     | 24.05.1998                       | Haltern – Essen-Steele            |
| S 28     | Wuppertal – Mettmann Stadtwald – Düsseldorf – Neuss – Kaarster See | Mettmann Stadtwald–Düsseldorf, Düsseldorf–Neuss, Neuss–Kaarster See | 450.28 | 34 km      | 26.09.1999                       | Mettmann-Stadtwald – Kaarster See |
| S 68     | Wuppertal-Vohwinkel – Düsseldorf – Langenfeld (Rheinland) | Wuppertal–Düsseldorf, Düsseldorf–Langenfeld(Rheinland) | 450.68 | 39 km      | 13.12.2009                       | Gesamtstrecke                     |
| 1. 2. 3. | | |        |            |                                  |                                   |

Zusätzlich befährt die Linie S 11 der S-Bahn Köln einen Teil des Streckennetzes der S-Bahn Rhein-Ruhr.

### Ehemalige Linien und abweichende Laufwege
Seit 1990 verkehrte die Linie S 21 parallel zur Linie S 1 mit dem Unterschied, dass sie in Düsseldorf-Unterrath nach Düsseldorf Flughafen Terminal abbog, dort wendete und über ein Verbindungsgleis zum Bahnhofsteil Düsseldorf-Unterrath Karthäuser Weg wieder auf die Strecke der S 1 Richtung Norden fuhr. Die Linie S 21 wurde zum 24. Mai 1998 eingestellt und die Linie S 1 übernahm bis zur Eröffnung des Flughafen-Fernbahnhofs am 27. Mai 2000 auch diesen abzweigenden Streckenabschnitt zum Flughafen-Terminal.
Im Rahmen der Netzanpassung 2009 wurde mit der S 7 erstmals eine Stammlinie der S-Bahn Rhein-Ruhr durch die Verlängerungen von S 1 und S 11 ersetzt. Seit 2013 verkehrt die im Vorlaufbetrieb betriebene Linie RB 47 als S 7.
Bei der nächsten großen Netzanpassung im Dezember 2019 wurde der Ast der S 2 von Dortmund nach Duisburg eingestellt und durch die RB 32 ersetzt, die zwischen Dortmund Hbf und Mengede die alte Strecke benutzt. Die Äste der S 2 nach Essen und Recklinghausen bestehen weiterhin.
| Linie   | Linienverlauf                                                                                                   | Bahnstrecken | Länge | Eröffnung der ersten Teilstrecke | Erste Teilstrecke                 | Einstellung       |
| ------- | --- | --- | ----- | -------------------------------- | --------------------------------- | ----------------- |
| S 7     | Düsseldorf Flughafen Terminal – Düsseldorf – Hilden – Solingen                                                  | Düsseldorf Flughafen Terminal–Düsseldorf-Unterrath, Düsseldorf-Unterrath–Düsseldorf, Düsseldorf–Solingen                                         | 29 km | 27. Oktober 1975                 | D-Flughafen Terminal – Düsseldorf | 13. Dezember 2009 |
| S 21    | Dortmund – Bochum – Essen – Mülheim – Duisburg – Düsseldorf Flughafen Terminal – Düsseldorf                     | Dortmund–Duisburg, Duisburg–Düsseldorf, Düsseldorf Flughafen Terminal–Düsseldorf-Unterrath, Düsseldorf-Unterrath–Düsseldorf                      |       | 27. Mai 1990                     | Dortmund – Düsseldorf             | 24. Mai 1998      |
| S 2     | Dortmund – Dortmund-Dorstfeld – Dortmund-Mengede – Herne – Gelsenkirchen – Oberhausen – Duisburg                | Dortmund–Dortmund-Dorstfeld, Dortmund-Dorstfeld–Dortmund-Mengede, Dortmund-Mengede–Duisburg                                                      | 58 km | 2. Juni 1991                     | Gesamtstrecke                     | 15. Dezember 2019 |
| S 1/S 7 | Dortmund – Bochum – Essen – Mülheim – Duisburg – Düsseldorf Flughafen Terminal – Düsseldorf – Hilden – Solingen | Dortmund–Duisburg, Duisburg–Düsseldorf, Düsseldorf Flughafen Terminal–Düsseldorf-Unterrath, Düsseldorf-Unterrath–Düsseldorf, Düsseldorf–Solingen |       | 25. Mai 1998                     | Dortmund – Solingen               | 27. Mai 2000      |

### Netzanpassung 2009
Mit dem Fahrplanwechsel zum 13. Dezember 2009 kam es zu bedeutenden Änderungen im Gesamtnetz der S-Bahnen Rhein-Ruhr und Köln. Die Linie S 7 wurde aufgegeben bzw. aufgeteilt:
- Die S 1 wurde von Düsseldorf Hauptbahnhof nach Solingen Hauptbahnhof verlängert und ersetzt auf diesem Linienabschnitt die S 7.
- Die S 11 wurde von Düsseldorf Hauptbahnhof bis zum Bahnhof Düsseldorf Flughafen Terminal verlängert und ersetzt auf diesem Linienabschnitt die S 7.
- Als Ersatz für die in der Hauptverkehrszeit wegfallenden Fahrten der S 11 nach Wuppertal-Vohwinkel wurden die Verstärkerzüge der Linie S 6 von und nach Langenfeld ab Düsseldorf Hauptbahnhof als Linie S 68 nach Wuppertal-Vohwinkel umgeleitet, die Verstärkerzüge von und nach Ratingen Ost wurden bis auf drei Züge morgens in Lastrichtung Ratingen Ost – Düsseldorf ersatzlos gestrichen.
- Die bislang mit der Linie S 1 durchgebundenen Verstärkerzüge der Linie S 7 fahren nun als Verstärkerzüge der Linie S 1 zwischen Düsseldorf Wehrhahn und Solingen, z. T. durchgebunden über Remscheid Hauptbahnhof nach Wuppertal-Oberbarmen.[9]

Grund für diese Netzanpassung war das Bestreben, die Anzahl der stündlichen Fahrten zwischen Düsseldorf Hauptbahnhof und Düsseldorf-Derendorf (Hauptverkehrszeit) bzw. Düsseldorf Wehrhahn (Nebenverkehrszeit, inklusive Rangierfahrt in das Abstellgleis) von zwölf auf neun zu reduzieren, damit bei etwaigen Störungen die Auswirkungen auf andere Linien minimiert werden können. Die Planungen stammten aus dem Frühjahr 2007, sie wurden allerdings zum Fahrplanwechsel im Dezember 2007 nicht umgesetzt. Die Linienänderung wurde zum Fahrplanwechsel am 13. Dezember 2009 durchgeführt.
Die Netzanpassung hat mehrere Auswirkungen:
- In der Hauptverkehrszeit bleibt es bei zwölf Zügen pro Stunde zwischen dem Hauptbahnhof und dem nur gut einen Streckenkilometer nördlich liegenden Bahnhof Wehrhahn (inklusive der Notwendigkeit der Rangierfahrt in das Abstellgleis und wieder heraus). Die Ausdünnung des Angebots zwischen Düsseldorf Wehrhahn und Düsseldorf-Derendorf geht ausschließlich zu Lasten der Linie S 6 (fortfallende Verstärkerzüge).
- Das Angebot zwischen Düsseldorf-Derendorf und Ratingen Ost wird in der Hauptverkehrszeit weitgehend halbiert (20-Minuten- statt 10-Minuten-Takt).
- Durch verschiedene kleine Korrekturen an den Fahrplantrassen waren die getakteten Übergänge zwischen den verschiedenen S-Bahn-Linien erschwert bis unmöglich gemacht worden, so gibt es bei den Linien S 6 und S 8 Richtung Süden eine Minute Differenz, Richtung Norden sogar zwei Minuten (d. h. die S 6 fährt laut Fahrplan ab, bevor die S 8 einfährt), bei den Linien S 7 und S 28 Richtung Norden eine Minute Differenz (Richtung Süden Abfahrt zur gleichen Minute), sowie bei den Linien S 11 und S 6 (Verstärker) Richtung Norden ebenfalls eine Minute Differenz (Richtung Süden Abfahrt zur gleichen Minute).
Im Zuge der Netzanpassung kommt es nun wieder zu getakteten Übergängen zwischen den Linien S 6 und S 8 und neu zwischen den Linien S 1 und S 28 (Richtung Süden mit einer Minute Differenz). Ein getakteter Übergang zwischen den Linien S 11 und S 68 ist schwerlich möglich, die Abfahrtszeiten differieren Richtung Norden um zwei Minuten und Richtung Süden um drei Minuten.
- Aufgrund des Tausches der Endhalte von S 11 und S 7 (bzw. jetzt S 1) können die Verstärkerfahrten der S 1 mit dieselgetriebenen Zügen durchgeführt werden, die nicht in den unterirdischen Bahnhof Düsseldorf Flughafen Terminal einfahren dürfen. Dadurch ergibt sich die Möglichkeit, über die nicht elektrifizierte Strecke Solingen–Remscheid zumindest in der Hauptverkehrszeit eine Direktverbindung Remscheid–Düsseldorf zu fahren.
- Als eine weitere Folge erhielten Neuss und Dormagen an der Linksniederrheinischen Strecke die seit langem gewünschte Direktverbindung zum Düsseldorfer Flughafen.

## Fahrplan

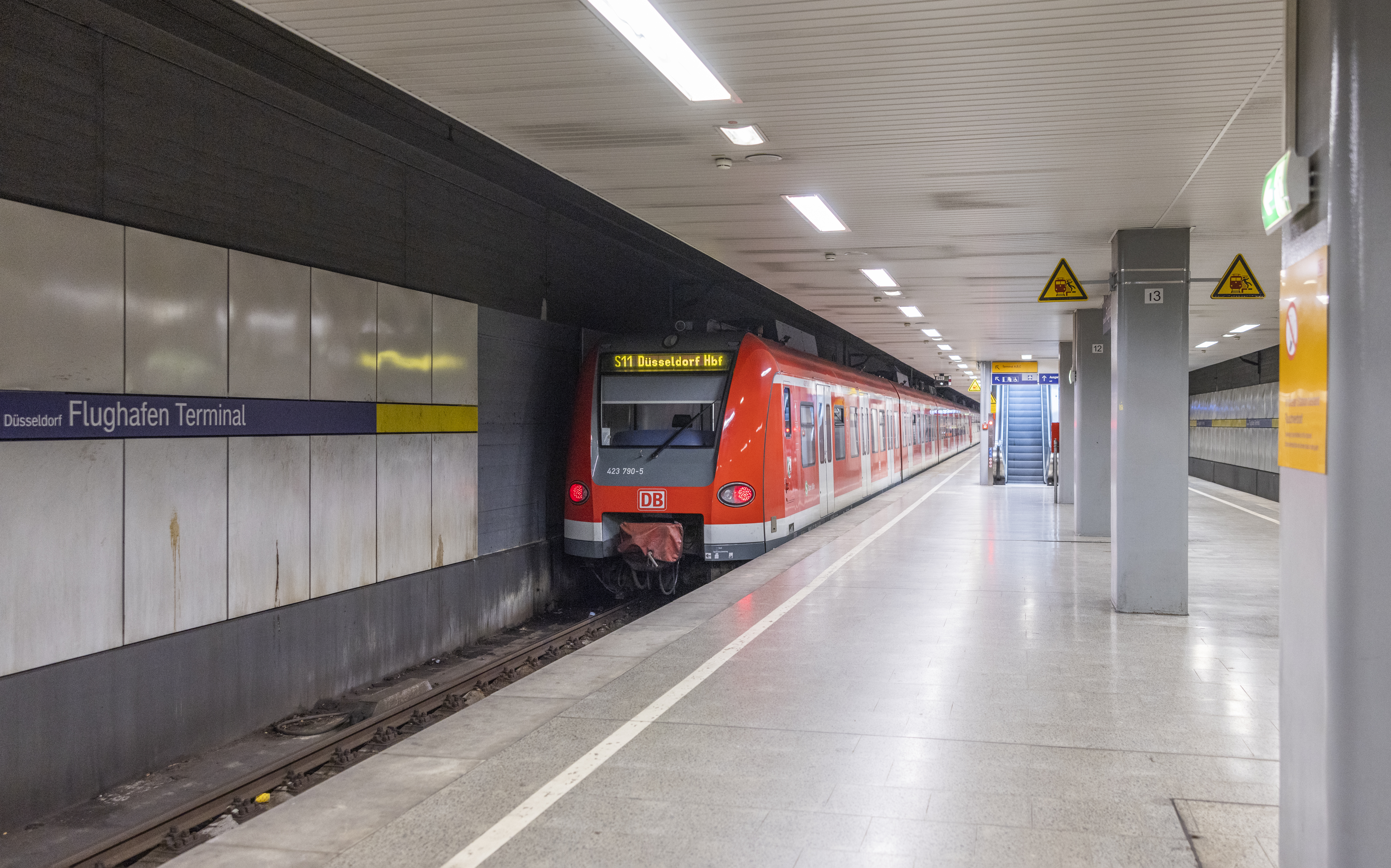
S-Bahnhof Düsseldorf Flughafen Terminal

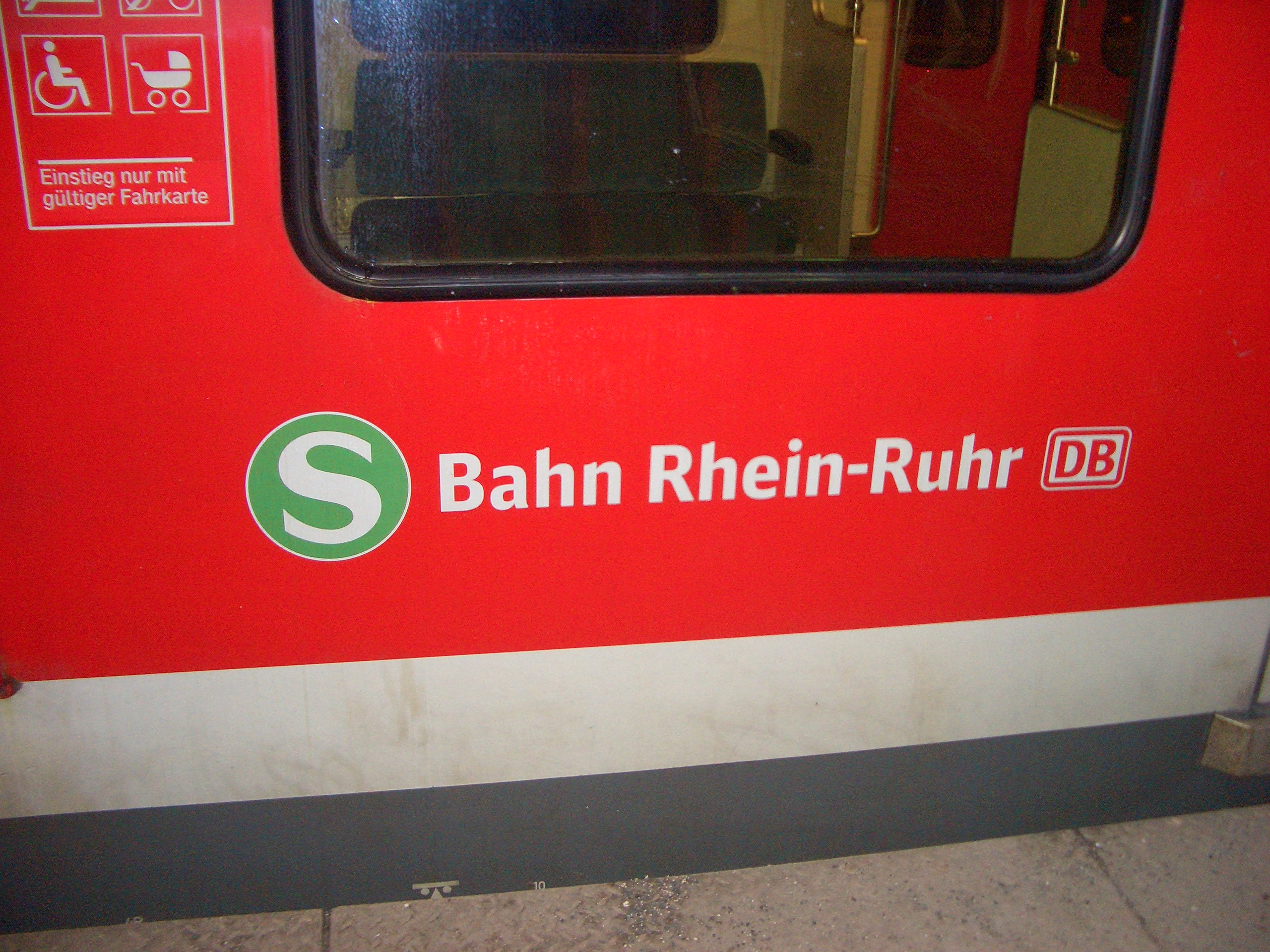
Schriftzug der Linien der S-Bahn Rhein-Ruhr

Der Grundtakt im Ruhrgebiet (S 1 Duisburg–Dortmund, S 2–S 5, S 9) ist seit Dezember 2019 während der gesamten Betriebszeit der 30-Minuten-Takt. Dieser wird abschnitts- und zeitweise auf der S 1 (Essen–Dortmund), der S 2 (Dortmund–Dortmund-Mengede) und der S 4 (Dortmund-Lütgendortmund–Unna-Königsborn) auf einen 15-Minuten-Takt verstärkt. Die S 2 (Herne–Recklinghausen und Herne–Essen), die S 5 (Witten–Hagen) und die S 9 zwischen Gladbeck West und Wuppertal Hauptbahnhof fahren im 30-Minuten-Takt, zwischen Wuppertal und Hagen sowie auf den alternierend bedienten Linienästen von Recklinghausen und Haltern bis Gladbeck West verkehrt die S 9 jeweils stündlich.
Auf den anderen Linien gilt weiterhin (mit einigen Ausnahmen) folgendes Prinzip, das bis Dezember 2019 auch auf den anderen Linien gültig war:
- 20-Minuten-Takt: werktags außer samstags tagsüber
- 30-Minuten-Takt: samstags, sonn- und feiertags tagsüber sowie täglich abends

Auf den „Kölner Linien“ (S 6 Abschnitt Köln-Nippes–Düsseldorf, S 11 Abschnitt Dormagen–Bergisch Gladbach) wird abweichend davon auch samstags tagsüber im 20-Minuten-Takt gefahren.
Auch nach diesem Schema ist der Fahrplan leicht merkbar, weil es eine beiden Betriebskonzepten gemeinsame Komponente (Grundtakt) gibt, nämlich den Stundentakt. Dessen Kenntnis erlaubt spontan die ungefähre Abschätzung des gerade gültigen Fahrplans. Die Angabe „.36“ der Verkehrsminute beispielsweise bedeutet dann:
- Verkehrsminuten 16, 36, 56 während der Gültigkeit des 20-Minuten-Taktes
- Verkehrsminuten 06, 36 während der Gültigkeit des 30-Minuten-Taktes

### Betriebliche Konsequenzen
Ohne dass die Gültigkeit des Stunden-Grundtaktes davon beeinträchtigt würde, kommt es montags bis freitags beim Übergang vom Tages- zum Abendverkehr zum Entfall von Zügen oder sonstigen Brüchen des üblichen Laufwegs bei einigen Linien, Richtungen und Zwischen-Haltestellen. Manche der Brüche bestehen nur in einer Aufenthaltsverlängerung um 10 Minuten.
Überall dort, wo sich zwei oder mehr Linien überlagern, stellt sich die Frage nach günstigen Zeitintervallen zwischen den Linien. Günstig sind sie bei zwei Linien dann, wenn deren 60-Minuten-Grundtakte 9 bis 12 Minuten auseinander liegen, da diese Abstände dann auch im 20- wie im 30-Minuten-Takt gelten und in beiden Takten zu akzeptabler Stetigkeit (und Fahrzeug-Auslastung) auf der Strecke führen. Weitere Überlagerungen sind nicht optimal, aber dennoch brauchbar.

### Ausnahmen und Anmerkungen
- Linie S 1 wird zwischen Düsseldorf Wehrhahn und Solingen Hauptbahnhof in der Hauptverkehrszeit in Lastrichtung, d. h. morgens in Richtung Düsseldorf und nachmittags in Richtung Solingen, durch einzelne zusätzliche Züge verstärkt.
- Linie S 6 wird in der Hauptverkehrszeit morgens in Lastrichtung zwischen Ratingen Ost und Düsseldorf Hauptbahnhof mit drei Verstärkerzügen ergänzt. Davon verkehrt ein Zug zwischen Düsseldorf-Rath Mitte und dem Hauptbahnhof ohne Zwischenhalt über Fern- bzw. Gütergleise, er kann somit nicht den aufkommensstarken S-Bahnhof Düsseldorf Wehrhahn bedienen.
- Linie S 8 verkehrt seit dem 15. Dezember 2019 ab Wuppertal-Oberbarmen bis Hagen Hauptbahnhof im 60-Minuten-Takt.
- Linie S 9 verkehrt auf den Ästen Recklinghausen Hauptbahnhof bis Gladbeck West, Haltern am See bis Gladbeck West und Wuppertal Hauptbahnhof bis Hagen Hauptbahnhof jeweils nur stündlich.

### Taktumstellung 2019
Am 22. Mai 2015 hat der VRR die Umstellung des Taktes der S-Bahn Rhein-Ruhr im Ruhrgebiet auf einen 15/30-Minuten-Rhythmus beschlossen. Die S-Bahn-Linien verkehren zukünftig nur noch alle 30 Minuten, was auf einigen Linien in der HVZ und teilweise auch tagsüber durch zusätzliche Fahrten oder Verstärkerlinien zu einer 15-Minuten-Zugfolge verdichtet wird.
Im Bereich südlich des Ruhrgebiets bleibt es gemäß dem beschlossenen Taktszenario 2 beim bisherigen 20-Minuten-Takt, da dort durch eine entsprechende Umstellung keine Fahrgastzuwächse zu erwarten sind. Die Bruchstellen sind Duisburg Hauptbahnhof, Essen Hauptbahnhof und Wuppertal-Oberbarmen.
 Linien nach der Taktumstellung 2019 

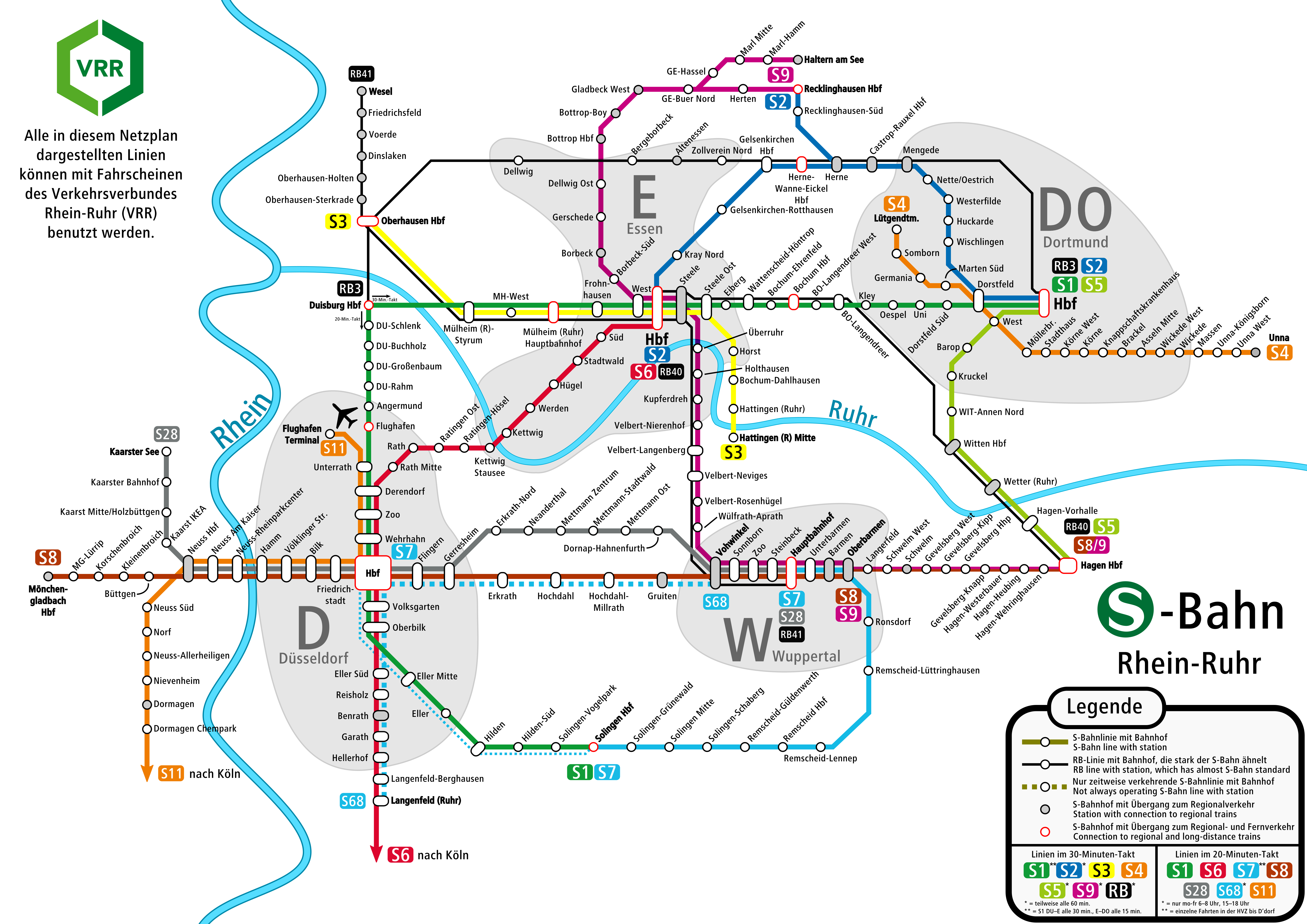
Netzplan ab 2019

Neu eingeführt wurden die Linien RB 32 (vorheriger Arbeitstitel: RB 3) und RE 49 (vorheriger Arbeitstitel: RB 41). Die Linienwege der Linien S 2, S 9, RE 14 und RB 35 sind geändert worden, die Linie RB 44 wird in RE 44 umbenannt und auf den Abschnitt (Moers–)Oberhausen–Bottrop verkürzt.
- Die S-Bahn-Linie S 9 fährt seit dem 11. September 2020 im 30-minütigen Wechsel nach Haltern am See und Recklinghausen Hauptbahnhof, letzter gemeinsamer Halt der Züge ist Gladbeck West. Ab dem Bahnhof Gelsenkirchen-Buer Nord nutzen die Züge nach Haltern die Strecke über Marl, die Züge nach Recklinghausen fahren über die bisher allein dem Güterverkehr dienende Hertener Bahn. Die Züge nach Recklinghausen bedienen derzeit noch nicht die zukünftigen Stationen Gelsenkirchen-Buer Nord und Herten-Westerholt. Stündlich bedient die S 9 zusätzlich die Strecke zwischen Wuppertal und Hagen (jeweils Fahrten des Linienastes Recklinghausen Hbf - Hagen Hbf).
- Die S-Bahn-Linien S 2 und S 4 werden in der Hauptverkehrszeit (HVZ) zum 15-Minuten-Takt verdichtet. (S 2 bis Dortmund-Mengede, S 4 bis Unna-Königsborn)

Ergänzt werden die S-Bahn-Linien durch stündlich verkehrende RE- und RB-Linien:
- Die neue Linie RE 49 ersetzt die RB 35 im Abschnitt Oberhausen – Wesel und verbindet in Essen Hauptbahnhof den Nordast der S 3 mit dem Südast der S 9. Auf diesen Linienästen wird so zum 30-Minuten-Takt von S 3 und S 9 eine stündliche Expressverbindung hinzugefügt, die nicht an allen Bahnhöfen hält.
- Der nördliche Abschnitt der bisherigen RB 35 verkehrt nicht mehr nach Wesel, sondern wird montags bis freitags als Emscher-Niederrhein-Bahn (RB 35) bereits von Mönchengladbach über Duisburg–Oberhausen nach Gelsenkirchen durchgebunden und ergänzt die Linien RE 3 und RB 32, welche bis Dortmund Hbf durchfahren. Zudem ist in Gelsenkirchen ein schlanker Anschluss zum RE 42 möglich. Auf dem Abschnitt Oberhausen–Gelsenkirchen ist so ein Mehrangebot entstanden, da zuvor die S 2 hier nur im Stundentakt sämtliche Zwischenhalte wie Essen-Dellwig oder Essen-Bergeborbeck bediente.
- Die RB 32 verkehrt parallel zum Rhein-Emscher-Express (RE 3) und ersetzt zwischen Gelsenkirchen und Duisburg die S 2, welche von Dortmund kommend ab Herne nur mehr nach Recklinghausen oder Essen fährt. Die Zwischenstationen der S 2 wie beispielsweise Dortmund-Dorstfeld werden von RE/RB nicht angefahren; ggf. ist in Mengede ein Umstieg erforderlich.
- Die Linie RE 14 wird erneut nach Essen-Steele verlängert.

Gegenüber der ursprünglichen Planung des Taktszenarios 2 wurden noch Änderungen vorgenommen. Auf die Einführung einer Linie RE 28 anstelle einer stündlichen Fahrt der S 28 wurde aufgrund der geplanten Elektrifizierung derselben verzichtet.

### Zuverlässigkeit
Im Jahr 2017 war jede S-Bahn im VRR-Bereich um durchschnittlich 1 Minute verspätet. 2016 waren es 1,5 Minuten. Allerdings waren im Jahr 2017 93,8 % der S-Bahnen pünktlich (Verspätung unter 3:59 Minuten), während es im Jahr 2016 noch 95,1 % waren. Des Weiteren fielen im Jahr 2017 2,18 % aller S-Bahn-Fahrten unvorhergesehen aus. 2023 waren 80,2 % der Fahrten pünktlich und 7,4 % fielen unvorhergesehen aus.
Aufgrund Personalmangels fällt die S 68 seit dem 16. November 2022 bis auf Weiteres aus (Stand Januar 2025).

## Ausschreibungen

### S 5 und S 8 seit Dezember 2014
Am 20. Mai 2011 schrieb der VRR den Betrieb der Linien S 5 und S 8 für den Zeitraum vom 14. Dezember 2014 bis zum 8. Dezember 2029 aus. Als einziges Zuschlagskriterium wurde der niedrigste Preis genannt. Der Gesamtumfang wurde mit circa 3,6 Millionen Zugkilometern pro Jahr angegeben. Ferner enthält die Ausschreibung den folgenden Hinweis:

„Die Vergabe der S 5 und S 8 erfolgt unter der Bedingung, dass der ‚Vertrag zur außergerichtlichen Beilegung der anhängigen Rechtsstreitigkeiten und zur Verbesserung des SPNV im Zuständigkeitsgebiet des VRR‘ vom 18.5.2011 wirksam bleibt.“

Am 28. Mai 2011 veröffentlichte der VRR Informationen zur Änderung des bestehenden Vertrages mit der DB Regio NRW GmbH vom 12. Juli 2004. Zur S-Bahn werden darin die folgenden Veränderungen beschrieben:
„Im S-Bahn-Bereich …“
- „werden die Laufwege der S-Bahn-Linien S 1 und S 11 geändert,“
- „wird die S-Bahn-Linie S 7 entfallen und durch die S-Bahn-Linien S 1 und S 11 ersetzt,“
- „wird zwischen Neuss/Dormagen und Düsseldorf-Flughafen eine neue Direktverbindung eingerichtet und die Fahrplansituation in Düsseldorf dadurch entspannt,“
- „werden die Kapazitäten auf den S-Bahn-Linien S 1, S 8 und ab Fahrplanwechsel 12/2014 auf der Linie S 6 durch längere Züge deutlich erhöht.“

Ferner werden in dieser Änderungsvereinbarung die Laufzeit des Vertrages für die Linien S 5 und S 8 von Dezember 2015 auf Dezember 2014 verkürzt und für die übrigen Linien von Dezember 2015 auf Dezember 2019[veraltet] verlängert.
Am 6. Februar 2012 gab der VRR bekannt, dass DB Regio die Ausschreibung der Linien S 5 und S 8 gewonnen hat und die Linien von 2014 bis 2029 betreiben soll.

### Ausschreibungen ab Dezember 2019
Zum Fahrplanwechsel am 15. Dezember 2019 schrieb der VRR die S-Bahnlinien S 1, S 2, S 3, S 4 und S 9, sowie die Regionalbahnlinien RB 32, RB 40 und RE 49 in zwei Losen (Los 1: S 1 und S 4, Los 2: übrige) für eine Dauer von 15 Jahren aus. Der VRR beschaffte für das Los 1 Gebrauchtfahrzeuge und für das Los 2 Neufahrzeuge, die nach dem NRW-RRX-Modell an die Betreiber verliehen werden.
| Los | Linien                             | Standard- bahnsteighöhe | Fahrzeugtyp        | Anzahl | Geplante Einsatzdauer | Bemerkung |
| --- | ---------------------------------- | ----------------------- | ------------------ | ------ | --------------------- | --- |
| 1   | S 1 S 4                            | 96 cm                   | Baureihe 422       | 48     | 15 Jahre              | Fahrzeuge wurden gebraucht von DB Regio gekauft. |
| 2   | S 2 S 3 S 9 RB 32 RB 40 RE 49RE 34 | 76 cm                   | Stadler Flirt 3 XL | 41     | 30 Jahre              | Beschafft wurden Neufahrzeuge in zwei unterschiedlichen Größen: ein Kurztyp mit 180 Sitzplätzen sowie ein Langtyp mit 280 Sitzplätzen. Der Kurztyp kommt auf der Linie S 2 zum Einsatz und soll künftig auch auf der Linie S 28 eingesetzt werden. |

Am 7. Juli 2016 gab der VRR bekannt, dass Keolis Deutschland (Eurobahn) das Los 1 für zwölf Jahre und Abellio Rail NRW das Los 2 für 15 Jahre gewonnen haben. Der bestehende Vertrag mit DB Regio für den Betrieb der Linien S 6 und S 11 wurde bis 2023 verlängert. Im September 2019 kündigte der VRR den mit Keolis geschlossenen Vertrag für die Linien S 1 und S 4, da Keolis nicht ausreichend Personal für einen gesicherten Betrieb einstellen konnte. Im Rahmen einer Notvergabe wurde am 30. September 2019 mit DB Regio ein Vertrag über zwei Jahre abgeschlossen. Zugleich erfolgte eine Neuausschreibung der beiden Linien für die Zeitraum ab Dezember 2021. Die Ausschreibung wurde von DB Regio gewonnen, die somit diese Linien bis 2031 betreiben soll.

#### Linie S 28
Im Juli 2017 beschloss der VRR, die S-Bahn-Linie S 28 weiterhin von der Regiobahn Fahrbetriebsgesellschaft mbH betreiben zu lassen. Ab dem Fahrplanwechsel im Dezember 2019 sollte die Regiobahn auch den neuen Abschnitt zwischen Mettmann und Wuppertal betreiben und die ersten neuen Fahrzeuge einsetzen. Wegen Verzögerungen beim Ausbau verschob sich die Inbetriebnahme auf Dezember 2020. Ab Dezember 2021 erhält die Regiobahn einen neuen Verkehrsvertrag mit einer Laufzeit von 15 Jahren bis Ende 2036 für die gesamte Strecke von Wuppertal bis Kaarst und setzt dann ausschließlich zehn neue Fahrzeuge auf der Linie S 28 ein.

#### Linien S 6, S 11 und S 68
Um die Vertragslaufzeiten der Linien S 6, S 11 und S 68 im VRR mit den Vertragslaufzeiten der S-Bahn in Köln zu harmonisieren, wurde der bestehende Verkehrsvertrag mit der Deutschen Bahn über den Betrieb der Linien S 6, S 11 und S 68 in Abstimmung mit dem Nahverkehr Rheinland (NVR) bis 2023 verlängert.

### Aktuelle Betreiber
Die Linien der S-Bahn Rhein-Ruhr werden seit 2011 von verschiedenen Eisenbahnverkehrsunternehmen betrieben. Die in dieser Tabelle nicht aufgeführten Linien S 7 (alt) und S 21 wurden ebenfalls von der Deutschen Bundesbahn bzw. DB Regio NRW betrieben. Abellio Rail NRW stellte den Geschäftsbetrieb zum 31. Januar 2022 wegen Insolvenz ein, so dass eine Neuvergabe als Direktvergabe erforderlich wurde.
| Linie | Betreiber bei Inbetriebnahme | ab 2011    | ab 2011          | ab 2019    | ab 2019          | ab 2021    | ab 2021    | ab 2023   | ab 2023       |
| Linie | Betreiber bei Inbetriebnahme | Laufzeit   | Gewinner         | Laufzeit   | Gewinner         | Laufzeit   | Gewinner   | Laufzeit  | Gewinner      |
| ----- | ---------------------------- | ---------- | ---------------- | ---------- | ---------------- | ---------- | ---------- | --------- | ------------- |
| S 1   | Deutsche Bundesbahn          | (DB Regio) | (DB Regio)       | 2019–2021  | DB Regio 1       | 2021–2031  | DB Regio   | =         | =             |
| S 2   | Deutsche Bundesbahn          | (DB Regio) | (DB Regio)       | 2019–2022  | Abellio Rail NRW | 2022–2023  | DB Regio   | 2023–2028 | DB Regio      |
| S 3   | Deutsche Bundesbahn          | (DB Regio) | (DB Regio)       | 2019–2022  | Abellio Rail NRW | 2022–2023  | DB Regio   | 2023–2028 | DB Regio      |
| S 4   | Deutsche Bundesbahn          | (DB Regio) | (DB Regio)       | 2019–2021  | DB Regio 1       | 2021–2031  | DB Regio   | =         | =             |
| S 5   | DB Regio NRW                 | 2014–2029  | DB Regio         | =          | =                | =          | =          | =         | =             |
| S 6   | Deutsche Bundesbahn          | (DB Regio) | (DB Regio)       | (DB Regio) | (DB Regio)       | (DB Regio) | (DB Regio) | 2023–2032 | DB Regio      |
| S 7   | Abellio Rail NRW             | 2013–2028  | Abellio Rail NRW | (DB Regio) | (DB Regio)       | 2022–2023  | Vias       | 2023–2028 | RheinRuhrBahn |
| S 8   | Deutsche Bundesbahn          | 2014–2029  | DB Regio         | =          | =                | =          | =          | =         | =             |
| S 9   | DB Regio NRW                 | (DB Regio) | (DB Regio)       | 2019–2022  | Abellio Rail NRW | 2022–2023  | DB Regio   | 2023–2028 | DB Regio      |
| S 28  | Regiobahn                    | 2011–2021  | Regiobahn        | =          | =                | 2021–2036  | Regiobahn  | =         | =             |
| S 68  | DB Regio NRW                 | (DB Regio) | (DB Regio)       | (DB Regio) | (DB Regio)       | (DB Regio) | (DB Regio) | 2023–2032 | DB Regio      |

### Ausschreibungen ab 2024
Gemäß einer Übersicht der Verkehrsverträge des VRR und einer Pressemitteilung von Go Rheinland sind die folgenden Ausschreibungen geplant bzw. kürzlich erfolgt:
| Teilnetz    | Vertragslaufzeit                    | Linien                        | Fahrzeuge                 | Zugkm p. a.                | Vergabeverfahren                  |
| ----------- | ----------------------------------- | ----------------------------- | ------------------------- | -------------------------- | --------------------------------- |
| A           | bis 12/2031                         | S 1 S 4                       | Baureihe 422 (VRR)        | 2,3 Mio.                   | bereits vergeben (DB Regio)       |
| B           | ab 12/2028                          | S 2 S 3 S 9 RB 32 RB 40 RE 49 | Flirt 3 XL (VRR-Eigentum) | 7,2 Mio.                   |                                   |
| C           | ab 12/2031                          | S 7 RE 47                     | noch offen (BEMU)         | Betriebskonzept ausstehend |                                   |
| D           | 12/2029 (RE41 ab 12/2030) – 12/2044 | S 5 S 8 RE 41                 | noch offen                | 3,8 Mio.                   | Start Juni 2024                   |
| S28         | ab 2026                             | S 28                          | Flirt 3XL (VRR-Eigentum)  | 1,7 Mio.                   | neuer Inhouse-Vertrag (Regiobahn) |
| S-Bahn Köln | 12/2023 – 12/2032                   | S 6 S 11 S 68                 | Baureihen 422, 423, 424   |                            | bereits vergeben (DB Regio)       |

## Fahrzeuge
Einzigartig in Deutschland ist der heterogene Fuhrpark, mit dem die Linien der S-Bahn Rhein-Ruhr betrieben werden. Aktuell sind dies die Elektrotriebwagen der Baureihen 422, 1440 (Coradia Continental) und Züge des Typs Stadler Flirt 3XL sowie Dieseltriebwagen der Baureihen 609.1 (Integral) und 1648 (Coradia LINT). Besonders hierbei ist auch, dass die Fahrzeuge verschiedenen Eigentümern gehören, obwohl bis auf die S 7 und S 28 alle Linien von der Deutschen Bahn betrieben werden. Die Fahrzeuge der Baureihe 422, die auf den Linien S 1 und S 4 zum Einsatz kommen, gehören beispielsweise dem Verkehrsverbund Rhein-Ruhr (VRR), während Fahrzeuge derselben Baureihe, mit denen DB Regio NRW die Linie S 6 betreibt, dieser auch gehören. Das hat den Hintergrund, dass der VRR sich dafür entschieden hat, die Fahrzeuge für die Linien, die er ausschreibt und bestellt, größtenteils selbst zu besitzen. So kaufte man einen Teil der 422er-Flotte von der DB Regio ab. Auf den Linien S 2, S 3 und S 9 fährt DB Regio mit VRR eigenen Flirt 3XL, die aber auch auf den Linien RB 32, RB 40 oder RE 49 verkehren und sich untereinander nicht unterscheiden. Erkennbar sind VRR-eigene Fahrzeuge an ihrem grün-weißen Design.

### Geschichte und Entwicklung

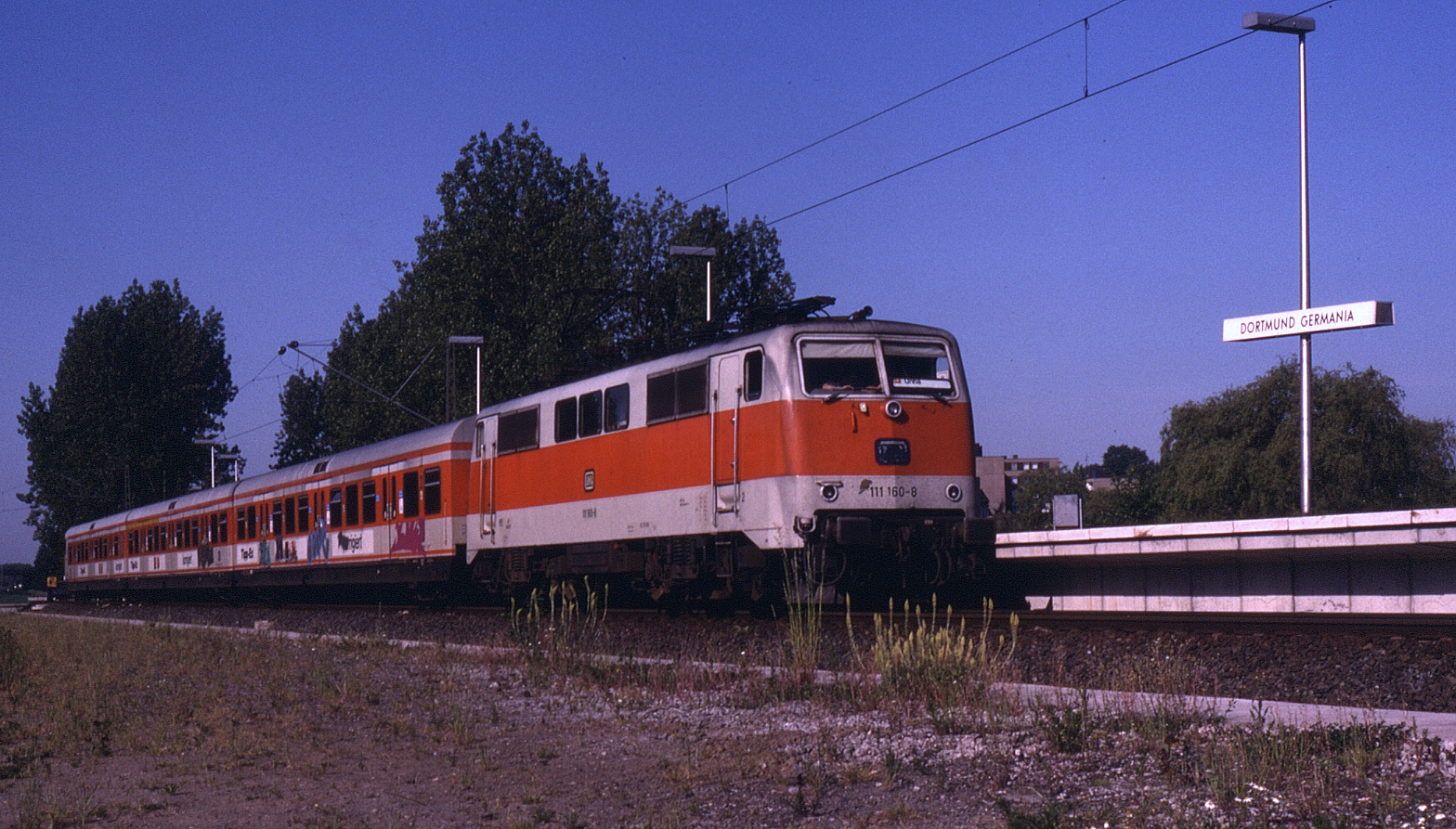
Wendezug-Garnitur der S-Bahn Rhein-Ruhr in orangefarbener Lackierung gezogen von einer Lokomotive der Baureihe 111 am Haltepunkt Dortmund Germania (1989)

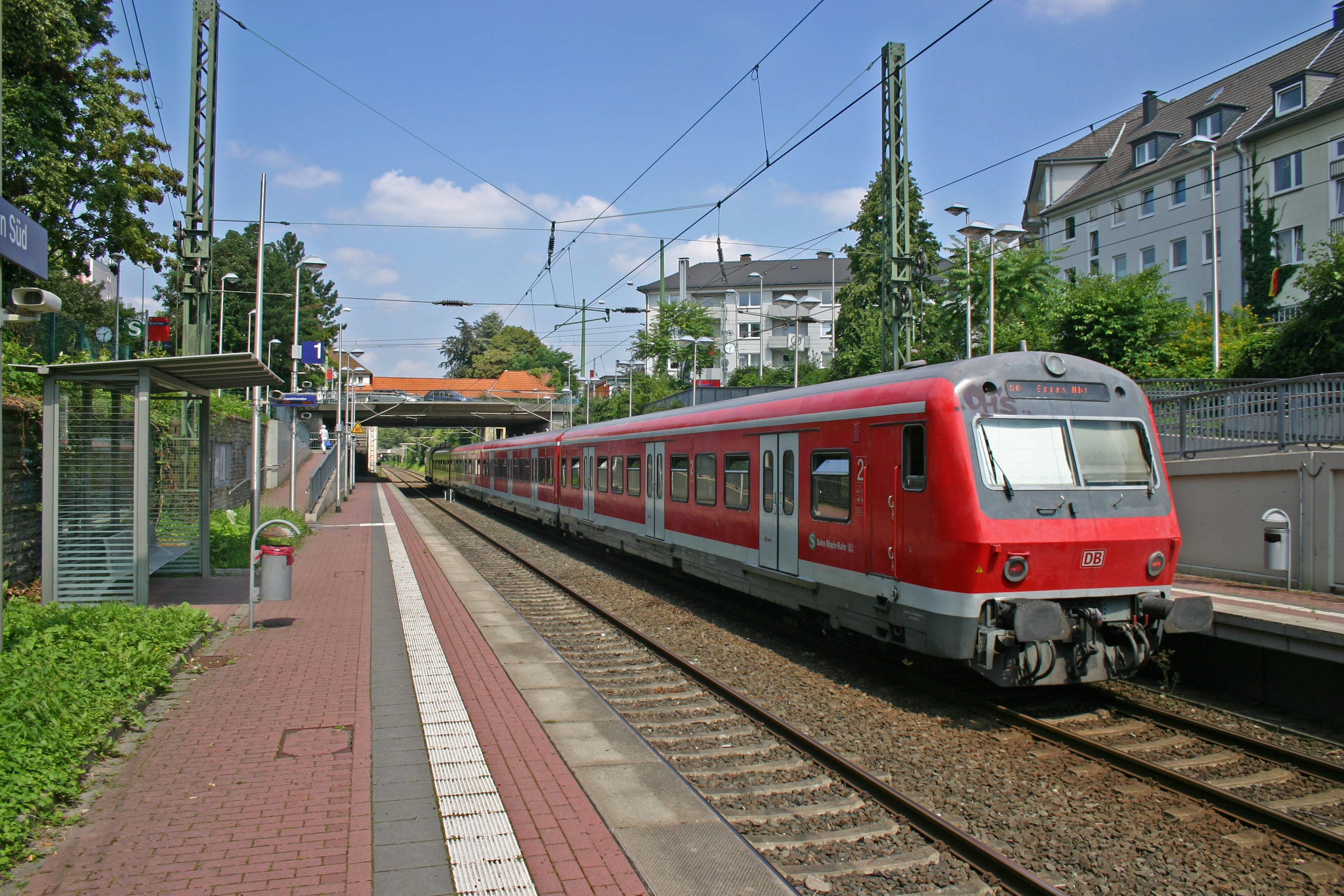
x-Wagen in Essen Süd

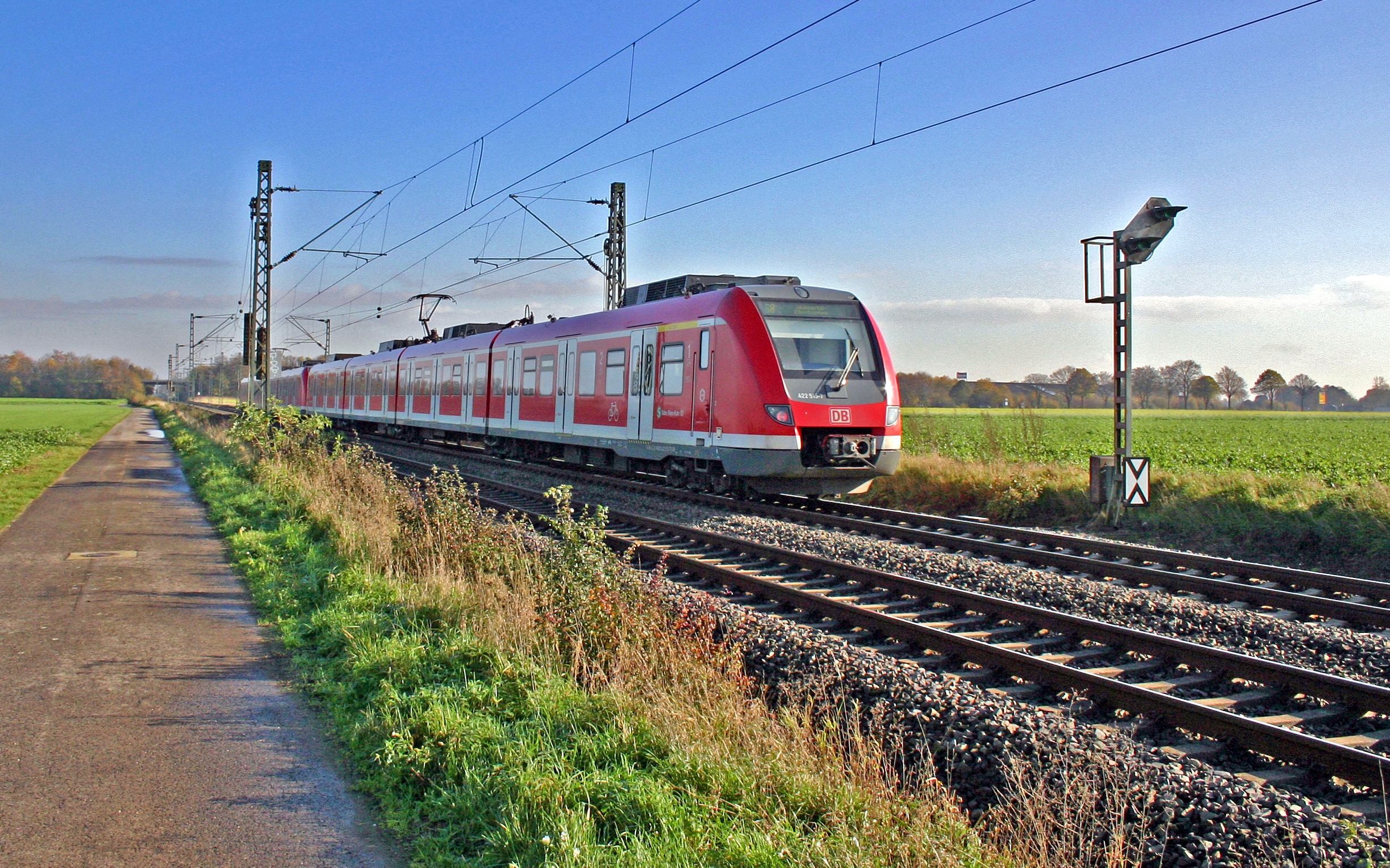
Triebzug der DB-Baureihe 422 auf der S 8 bei Büttgen

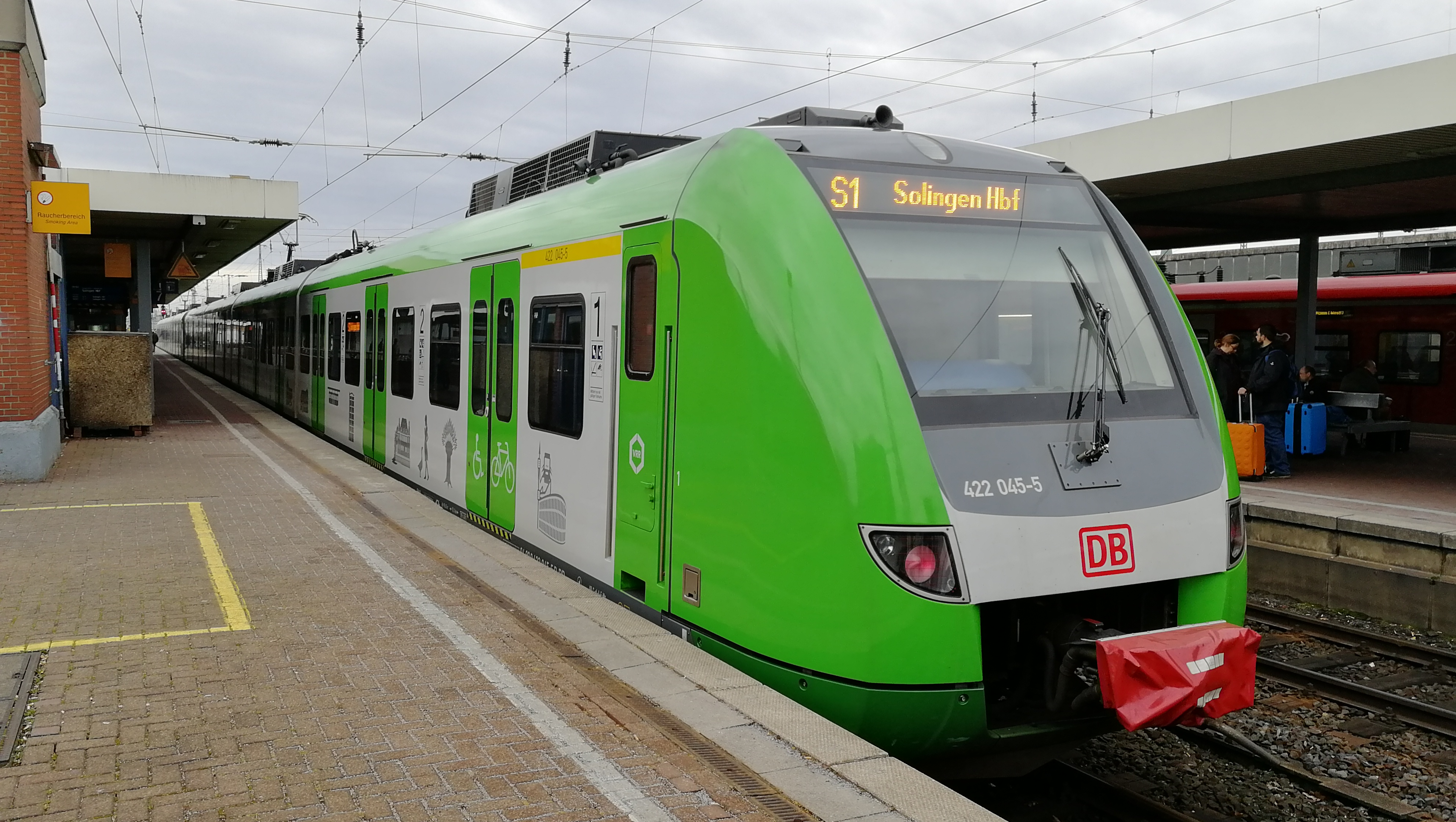
S-Bahn-Zug der Baureihe 422 im unternehmensneutralen VRR-Design in Dortmund Hbf

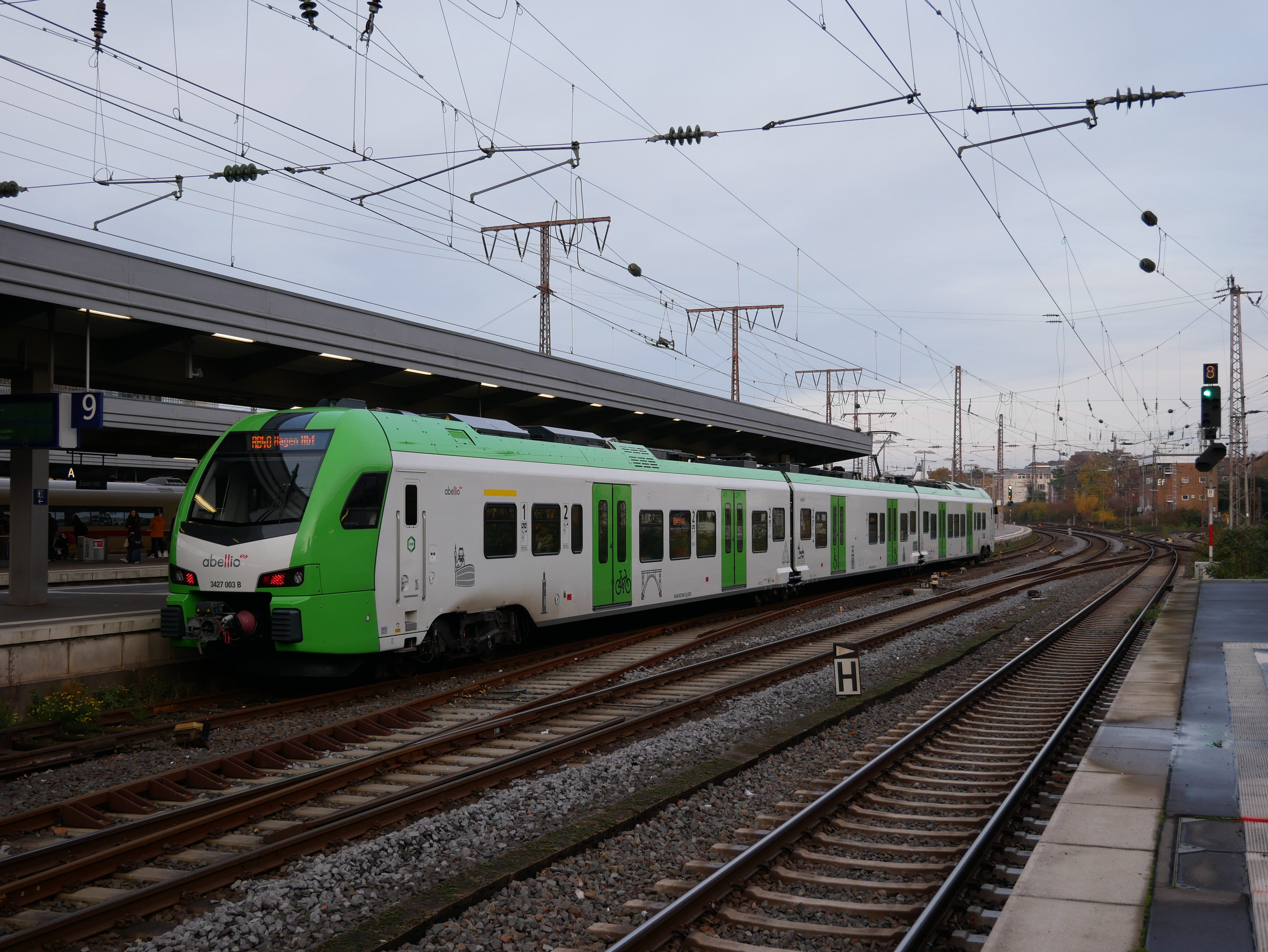
Stadler Flirt 3 XL im Probebetrieb als RB 40 am Essener Hauptbahnhof

Zunächst wurden Elektrolokomotiven der Baureihe 141 mit n-Wagen („Silberlingen“) eingesetzt. Ab 1974 wurden diese durch Triebzüge der Baureihe 420 ergänzt, die seinerzeit in den sogenannten Pop-Farben lackiert waren, das heißt Reinorange und Kieselgrau. Eine vollständige Ablösung war nicht möglich, da die S-Bahn München bei der Ablieferung neuer 420er Priorität hatte wie auch weitere Regionen, deren S-Bahn-Neubaustrecken vor der Eröffnung standen (Stuttgart ab 1977, Frankfurt am Main ab 1978), vorrangig mit diesen Fahrzeugen ausgerüstet wurden. So fuhren auch noch 1976 die Linien S 1 und S 3 mit Silberlingen, allerdings nun häufiger mit Lokomotiven der Baureihe 140. Nur die Linie S 6 von Essen Hauptbahnhof nach Langenfeld wurde ab 1974 artrein mit der Baureihe 420 gefahren.
Da in den 1970er Jahren die westdeutsche Lokomotivindustrie nur noch Elektroloks der Baureihe 111 fertigte und nach Einsatzmöglichkeiten für diese gesucht wurde, wurde beschlossen, bei der S-Bahn Rhein-Ruhr anstelle von Triebzügen Wendezüge mit Lokomotiven einzusetzen. Dazu wurden die x-Wagen entwickelt, die die bisher eingesetzten Fahrzeuge ab 1979 nach und nach ersetzten.
Nach der Deutschen Wiedervereinigung setzte die Deutsche Bundesbahn die in der Deutschen Demokratischen Republik von LEW Hennigsdorf entwickelten Lokomotiven der Baureihe 143 ein, da diese wegen ihrer stärkeren Beschleunigung besser für den S-Bahn-Verkehr geeignet sind als die ursprünglich für den Fernverkehr entwickelte Baureihe 111. Ergänzt wurden sie ab dem Jahr 2000 auf der Linie S 11 durch Triebzüge der Baureihe 423. Seit der Betriebsaufnahme im Jahr 1999 bis zum 4. März 2021 wurde die Linie S 28 mit Talent-Triebwagen der Regiobahn mit der Baureihenbezeichnung VT 1000 bedient. Die Betriebsführung obliegt dabei der Rheinisch-Bergischen Eisenbahn-Gesellschaft (RBE). Seit der Verlängerung der S 28 bis Wuppertal werden Triebwagen des Typs Integral S5D95, übernommen von der Bayerischen Oberlandbahn, eingesetzt, die seit März 2021 alle Umläufe durchführen.
Seit 2004 kamen im Ruhrgebiet erneut Triebwagen der Baureihe 420 zum Einsatz, nachdem diese in München vorerst vollständig durch die Baureihe 423 ersetzt wurden und auch in anderen Regionen (Frankfurt am Main, Stuttgart) durch Ergänzungen dieser Baureihe ein Überbestand an 420ern vorhanden war. Dabei handelte es sich ausschließlich um Fahrzeuge älterer Bauserien.
Ab dem 17. November 2008 wurden die vorhandenen S-Bahn-Fahrzeuge durch neue Triebzüge der Baureihe 422 ergänzt und später abgelöst. Die Wendezüge bestehend aus der Baureihe 143 und drei bis fünf x-Wagen wurden sukzessive ersetzt, wobei die vollständige Ausmusterung erst zum Fahrplanwechsel im Jahre 2019 erfolgte.
Im Dezember 2009 gab der Verkehrsverbund Rhein-Ruhr bekannt, dass infolge von Problemen bei der Zulassung weiterer Fahrzeuge der Baureihe 422 stattdessen die Baureihe 430 auch bei der S-Bahn Rhein-Ruhr eingesetzt werden soll. Die Auslieferung der Fahrzeuge sollte bis Ende 2012 abgeschlossen sein. Insgesamt sollten dann im VRR 116 Fahrzeuge der Baureihen 422 und 430 eingesetzt werden. Im April 2011 wurde jedoch bekannt, dass die Bestellung der zusätzlichen Triebwagen für die S-Bahn Rhein-Ruhr annulliert wurde. Als Grund wurde die bevorstehende Ausschreibung der verbundenen S-Bahn-Linien S 5 und S 8 durch den VRR genannt. Die dort freiwerdenden Züge der Baureihe 422 kommen seitdem statt der Baureihe 430 auf den übrigen Linien zum Einsatz.
Am 3. April 2012 gaben die Deutsche Bahn und Alstom die Bestellung von 28 Zügen für den Einsatz auf den Linien S 5 und S 8 bekannt. Die Fahrzeuge werden mit einem modifizierten Kopf nach Norm EN 15227 mit den neuesten Crashverzehrelementen ausgestattet. Sie sind für eine Bahnsteighöhe von 76 Zentimetern ausgelegt. Weniger als die Hälfte der Halte der Linien S 5 und S 8 besitzen derzeit eine Bahnsteighöhe von 96 Zentimetern.
Seit 15. Dezember 2013 setzt Abellio Rail NRW auf der Linie S 7 Der Müngstener Triebzüge des Typ Alstom Coradia LINT 41 ein.
Ende Juli 2014 wurde zum dritten Mal auf die Baureihe 420 zurückgegriffen, um die Kurse der S 68 bedienen zu können. Bis Mitte November 2022 fanden sie dort Einsatz, neben der S-Bahn Köln und München die letzten Einsatzorte dieser Baureihe. Da aber seit dem 16. November 2022 die S 68 aufgrund Personalmangels eingestellt wurde, sind keine Fahrzeuge dieser Baureihe mehr im Ruhrgebiet zu finden. Tatsächlich kommen die Fahrzeuge jetzt im Kölner Netz zum Einsatz, da auf den Linien S 12 und S 19 immer noch einige wenige Kurse planmäßig mit der Baureihe 420 gefahren werden.
Im Jahr 2016 kam es zu mehreren Bränden an Fahrzeugen der Baureihe 422. Nach einer Ursachenanalyse wurden diese Fahrzeuge ab dem 23. November 2016 vom Personenverkehr durch lange Tunnel ausgeschlossen, sodass der Streckenabschnitt zwischen Dortmund-Somborn und Lütgendortmund auf der S-Bahn-Linie 4 nur ohne Fahrgäste befahren werden durfte und die S-Bahn-Linie 1 zweigeteilt wurde. Zwischen Solingen und Bochum verkehrten weiterhin Züge der Baureihe 422, zunächst zwischen Dortmund und Bochum, ab dem 13. Februar 2017 dagegen – zur Verbesserung der Verbindungen im Raum Bochum – zwischen Dortmund und Essen-Steele Ost ältere Triebwagen der Baureihe 420 und lokomotivbespannte Züge mit x-Wagen. Nachdem ausreichend Fahrzeuge saniert waren, konnte der fahrplanmäßige Verkehr am 21. (S 4) bzw. 28. August 2017 (S 1) wieder aufgenommen werden. Stand 2021 kommt es auch wieder vermehrt zu Einsätzen der Baureihe 422 auf der S5.
Der VRR kaufte 48 gebrauchte Fahrzeuge der Baureihe 422 von der Deutschen Bahn. Diese Fahrzeuge erhielten ein Redesign, das unter anderem neue Sitzpolster und eine verbesserte Fahrgastinformation umfasst, und werden seit Dezember 2019 ausschließlich auf den Linien S 1 und S 4 eingesetzt. Der Betrieb ab diesem Zeitpunkt wurde vom VRR ausgeschrieben und die Fahrzeuge werden dem Betreiber bereitgestellt.
Für den Betrieb der Linien S 2, S 3, S 9 und S 28 sowie einiger Regionalbahnlinien ab Dezember 2019 hat der VRR Stadler Rail den Zuschlag erteilt, 41 neue Züge des Typs Stadler Flirt 3 XL zu fertigen. Dieses Fahrzeug wird in einer kurzen Version für die Linien S 2 und S 28 und in einer langen Version für die Linien S 3 und S 9 beschafft.

### Fahrzeugübersicht
| Baureihe | Typ                            | Baujahre               | Einsatzzeit                                                    | Anzahl | Länge [m] | vmax [km/h] | a [m/s²] | Fußbodenhöhe (Einstiegsbereich) | Sitzplätze          | Stehplätze |
| -------- | ------------------------------ | ---------------------- | -------------------------------------------------------------- | ------ | --------- | ----------- | -------- | ------------------------------- | ------------------- | ---------- |
| 420      |                                | 1969–1997              | 1. Einsatz: Mai 1974 – Februar 2009 2. Einsatz: seit Juni 2014 | 18     | 67,40     | 120         | 1,0      | 1.030 mm                        | 194                 | 254        |
| 422      |                                | 2007–2010              | seit November 2008                                             | 36     | 69,43     | 140         | 1,0      | 1.025 mm                        | 192                 | 352        |
| 422      |                                | VRR-Redesign 2018–2019 | seit November 2008                                             | 48     | 69,43     | 140         | 1,0      | 1.025 mm                        | 184                 | 352        |
| 648      | LINT 41                        | 2013                   | seit Dezember 2013                                             | 9      | 42,17     | 140         |          | 800 mm                          | 130                 |            |
| 1440.3   | Coradia Continental            | 2013/2014              | seit Oktober 2014                                              | 28     | 56,90     | 160         |          | 800 mm                          | 170                 | 173        |
| 3427     | Stadler FLIRT 3XL (dreiteilig) | 2019                   | seit Dezember 2019                                             | 17     | 67,60     | 160         |          | 780 mm                          | 180                 | 210        |
| 3429     | Stadler FLIRT 3XL (fünfteilig) | 2019                   | seit Dezember 2019                                             | 24     | 106,20    | 160         |          | 780 mm                          | 296                 | 378        |
| 609.1    | Integral S5D95                 | 1998                   | seit Dezember 2020                                             | 17     | 53,43     | 140         |          | 780 mm bzw. 1.150 mm            | 164 (12× 1. Klasse) | 200        |

#### Ehemalige Fahrzeuge
| Baureihe | Baujahre  | Einsatzzeit                | Länge [m]                         | vmax [km/h] | Fußbodenhöhe (Einstiegsbereich) | Sitzplätze                | Stehplätze |
| -------- | --------- | -------------------------- | --------------------------------- | ----------- | ------------------------------- | ------------------------- | ---------- |
| 141      | 1956–1971 | 1967 – ca. 1979            | 94,82 (Drei-Wagen-Zug)            | 120         | -                               | 048 (1. Kl.) 190 (2. Kl.) |            |
| n-Wagen  | 1959–1981 | 1967 – ca. 1979            | 94,82 (Drei-Wagen-Zug)            | 120         |                                 | 048 (1. Kl.) 190 (2. Kl.) |            |
| 111      | 1974–1984 | Juni 1979 – ca. 1992       | 91,01 bzw. 90,90 (Drei-Wagen-Zug) | 160         | -                               | 032 (1. Kl.) 190 (2. Kl.) | 319        |
| 143      | 1984–1991 | 1990 – Dezember 2019       | 91,01 bzw. 90,90 (Drei-Wagen-Zug) | 120         | -                               | 032 (1. Kl.) 190 (2. Kl.) | 319        |
| x-Wagen  | 1978–1998 | Juni 1979 – Dezember 2019  | 91,01 bzw. 90,90 (Drei-Wagen-Zug) | 140         | 1.000 mm                        | 032 (1. Kl.) 190 (2. Kl.) | 319        |
| 423      | 1998–2007 | April 2000 – Dezember 2009 | 67,40                             | 140         | 1.025 mm                        | 192                       | 352        |

### Fahrzeugeinsatz

#### Aktueller Fahrzeugeinsatz

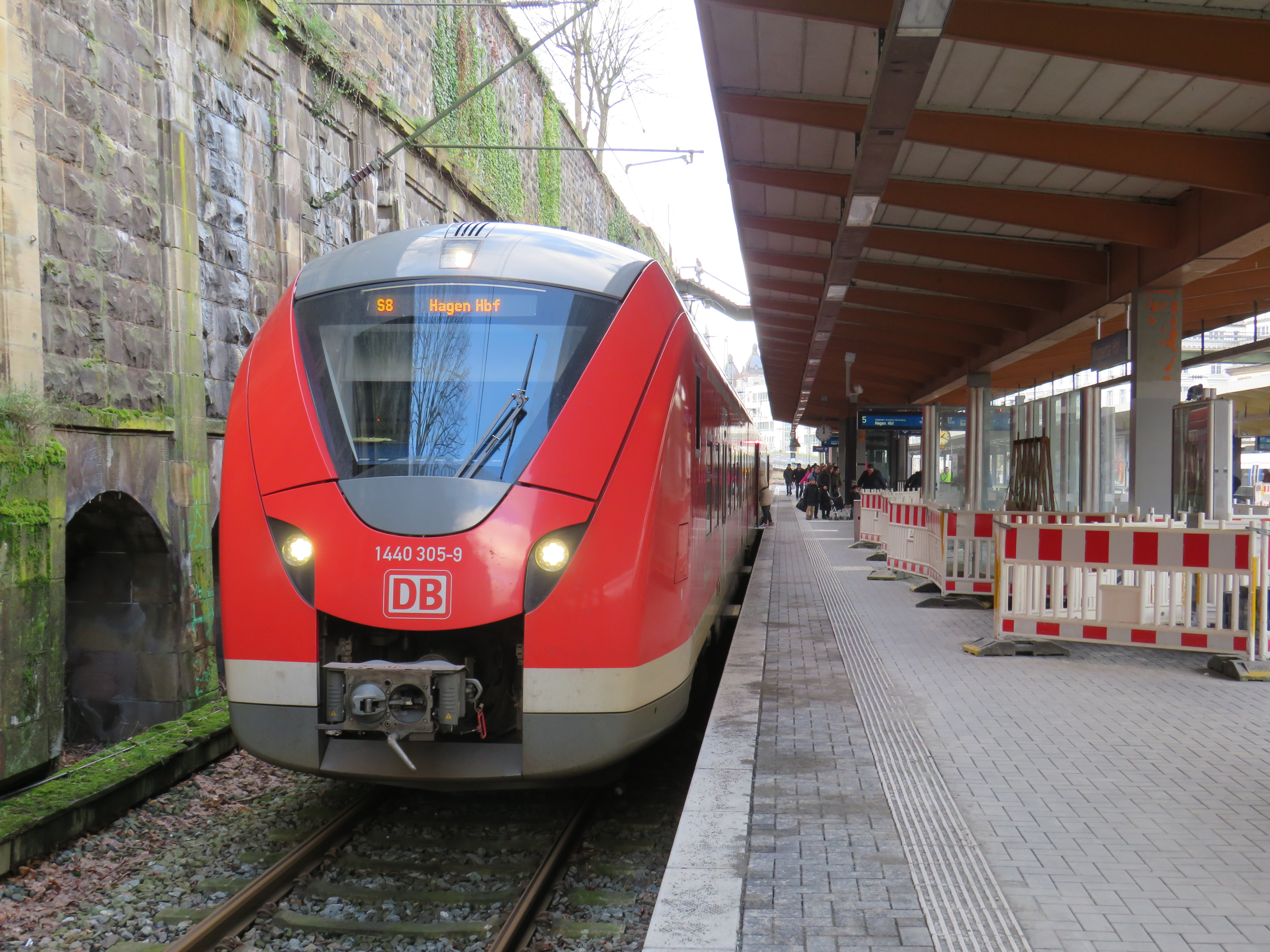
Alstom Coradia Continental auf der S 8 in Wuppertal Hauptbahnhof

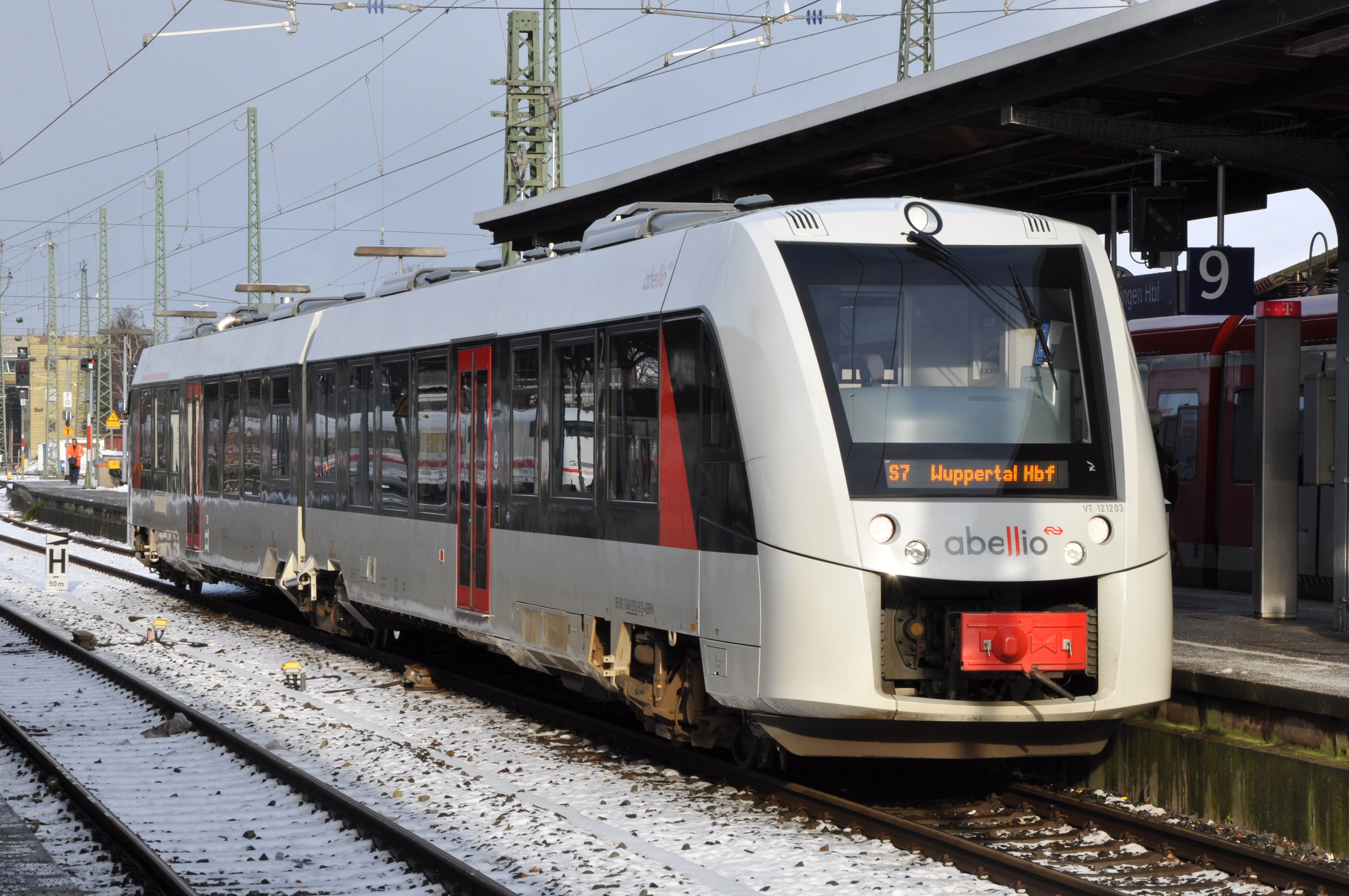
Abellio Rail NRW setzte Dieseltriebzüge Alstom Coradia LINT ein

Heute befinden sich fünf verschiedene Baureihen im Netz der S-Bahn Rhein Ruhr im Einsatz:
Auf den Linien S 1, S 4 und S 6 verkehren ausschließlich Fahrzeuge der Baureihe 422, auf der S 4 nur als Kurzzug. Fast alle Linien fahren regulär als Kurzzug, Doppeltraktionen sind nur auf den Linien S 1, S 6 und S 8 zu finden.
Die Linien S 2, S 3 und S 9 werden mit drei- oder fünfteiligen Flirt 3XL bedient, diese haben eine Einstiegshöhe von 76 cm.
Auf der S 8 ist ausschließlich die Baureihe 1440 anzutreffen, ebenfalls mit einer Einstiegshöhe von 76 cm.
Die S 5 hat in den letzten Jahren Einsätze der Baureihen 422, 1440 sowie von Flirt 3XL gesehen. Mittlerweile sollen dort wieder 1440er planmäßig verkehren, um die Fahrzeuge der Baureihe 422 hauptsächlich auf der Linie S 6 einsetzen zu können, da diese aufgrund ihrer hohen Streckenlänge und einer planmäßigen Doppeltraktion einen hohen Fahrzeugbedarf hat.
Die dieselbetriebenen Linien werden mit Alstom Coradia LINT (S 7) und ex-bayrischen Integrals (S 28) bedient.
Auf der Kölner S-Bahn Linie S 11 ist die Baureihe 423 anzutreffen.
| Linie | Betreiber     | Fahrzeuge              | Fahrzeuge zukünftig               |
| ----- | ------------- | ---------------------- | --------------------------------- |
| S 1   | DB Regio NRW  | 2× 422 (VRR-Redesign)  |                                   |
| S 2   | DB Regio NRW  | 1× FLIRT 3XL kurz      |                                   |
| S 3   | DB Regio NRW  | 1× FLIRT 3XL lang      |                                   |
| S 4   | DB Regio NRW  | 1× 422 (VRR-Redesign)  |                                   |
| S 5   | DB Regio NRW  | 1× 1440 oder 1× 422    |                                   |
| S 6   | DB Regio NRW  | 2× 422                 |                                   |
| S 7   | RheinRuhrBahn | 1–2× LINT 41           |                                   |
| S 8   | DB Regio NRW  | 2× 1440                |                                   |
| S 9   | DB Regio NRW  | 1× FLIRT 3XL lang      |                                   |
| S 28  | Regiobahn     | 1–2× Integral S5D95    | FLIRT 3XL kurz (ab Dezember 2026) |
| S 68  | DB Regio NRW  | 1–2× 420 oder 1–2× 422 |                                   |

### Einstiegshöhe
Seit der Einführung der Baureihe 420 verkehren bei der S-Bahn Rhein-Ruhr Fahrzeuge mit einer Einstiegshöhe von rund 1.000 Millimetern. Auch für die dieselbetriebene Linie S 28 wurden speziell konstruierte Talent-Triebzüge mit entsprechender Einstiegshöhe beschafft. Jedoch sind nicht alle Bahnsteige der S-Bahn-Stationen hierzu passend. Die DB Station&Service änderte im Rahmen eines Umbauprogramms noch bis Anfang 2016 Bahnsteige auf eine Höhe von 96 Zentimetern. Im Bahnhof Hösel, der von der S 6 bedient wird, wurde noch 2021 die Bahnsteighöhe auf 96 cm geändert.
Bei der Ausschreibung der S-Bahn-Linien S 8 und S 5 gab der VRR bekannt, dass Fahrzeuge beschafft werden sollen, die eine Einstiegshöhe von 76 Zentimetern besitzen. Die daraufhin bestellten 28 Alstom Coradia Continental werden seit Dezember 2014 eingesetzt. Von den 45 Stationen der S-Bahn-Linie S 5/S 8 besitzen 21 eine Bahnsteighöhe von 96 Zentimetern (darunter Düsseldorf Hauptbahnhof) und 24 eine von 76 Zentimetern.
Am 4. Februar 2014 gab der VRR eine Selbstverpflichtung zur Herstellung einer Bahnsteighöhe von 76 Zentimetern an allen S-Bahn-Stationen ab. Ein Zeitpunkt dafür wurde nicht genannt. Am 8. August 2015 wurde eine Machbarkeitsstudie für das neue Bahnsteighöhenkonzept ohne die S 1 ausgeschrieben. Im November 2018 wurde seitens des VRR ein Gantt-Diagramm zum Umbau aller Stationen mit 96 Zentimetern Einstiegshöhe auf 76 Zentimeter Einstiegshöhe veröffentlicht. Der Umbauprozess zur einheitlichen Bahnsteighöhe zieht sich in diesen Planungen bis ins Jahr 2059 hin, wobei der Umbau der Linien, auf denen bereits Fahrzeuge mit 76 Zentimetern Einstiegshöhe verkehren bzw. für die diese bestellt sind, bis zum Jahr 2033 abgeschlossen sein soll. Anschließend sollen die Linien S 1 und S 4 folgen, für die passende Fahrzeuge erst ab der nächsten Vertragsperiode ab 2034 bestellt werden sollen. Der Umbau soll für diese beiden Linien bis 2042 abgeschlossen werden. Danach soll der Abschluss der Arbeiten auf den Linien S 6 und S 11 und schließlich auf den Linien, die ausschließlich bei der S-Bahn Köln verkehren, erfolgen. Pro Jahr sollen an etwa fünf bis sechs Stationen Bahnsteigerniedrigungen bzw. Gleiserhöhungen durchgeführt werden.

## Planungen
Die S-Bahn Rhein-Ruhr soll in den kommenden Jahren weiter Veränderungen unterzogen werden, so dass zukünftig ein vollelektrisches und dichteres Netz den Ballungsraum Rhein-Ruhr erschließt. Konkret geplant sind die Elektrifizierung der Linien S 28 und S 7, letztere soll von Solingen Hbf hinaus bis Düsseldorf verlängert werden, was sich wiederum auf die dort verkehrende S 1 auswirken würde.

### Verlängerung S6
Die Linie S6, die aktuell von Essen bis Köln-Nippes bzw. Köln-Worringen fährt, soll zukünftig im 20-Minuten-Takt von Essen über Köln-Ehrenfeld bis Grevenbroich verkehren, und stündlich weiter bis Rheydt und Mönchengladbach Hbf.
Die Verlängerung befindet sich aktuell (2024) in Planung.

### Elektrifizierung S 28
Die Regiobahn plant seit 2014 die Elektrifizierung ihrer Strecken, einschließlich der S 28 zwischen Düsseldorf und Mettmann. Die ersten drei elektrischen Triebzüge sollten 2019 eingesetzt werden. Dieser Zeitplan konnte nicht gehalten werden. Im Sommer 2019 lag noch kein Baurecht vor und die Arbeiten mussten mangels geeigneter Angebote neu ausgeschrieben werden. Die Ausschreibung endete am 26. November 2019 ohne Vergabe, da keine Angebote eingegangen waren oder sie alle abgelehnt wurden.
Die Bauarbeiten sollen von Anfang 2024 bis Ende 2026 durchgeführt werden.

### S 9 Linienast Recklinghausen Hbf – Gladbeck West
Auf dem am 11. September 2020 gestarteten Linienast der S 9 sollen bis Dezember 2025 die Haltepunkte Herten-Westerholt (im Dezember 2024 bereits eröffnet) und Gelsenkirchen-Buer Nord an das Netz gehen. Zurzeit wird Gelsenkirchen-Buer Nord nur über den S 9-Linienast Haltern am See – Gladbeck West auf der Strecke über Marl Mitte bedient.

### Aktuelles und zukünftiges Liniennetz
| Linie                                       | Linienweg | Aktuell  |
| ------------------------------------------- | --- | -------- |
| S 1                                         | Kamen – Dortmund – Bochum – Essen – Duisburg – Düsseldorf Flughafen – Düsseldorf                                 | RE 1RE 3 |
| S 2                                         | Kamen – Dortmund – Herne – Recklinghausen / – Gelsenkirchen – Essen                                              | RE 1RE 3 |
| S 3                                         | Wesel – Oberhausen – Mülheim – Essen – Hattingen                                                                 | -        |
| S 4                                         | Unna – Dortmund-Dorstfeld – Dortmund-Lütgendortmund – Herne – Recklinghausen / – Gelsenkirchen – Essen           | S 2      |
| S 5                                         | Dortmund – Witten – Hagen                                                                                        | -        |
| S 6                                         | Essen – Ratingen Ost – Düsseldorf – Leverkusen – Köln – Rommerskirchen – Grevenbroich – Rheydt – Mönchengladbach | RB 27    |
| S 7                                         | Wuppertal – Remscheid – Solingen – Düsseldorf – Düsseldorf-Flughafen Terminal                                    | S 1 S 11 |
| S 8                                         | Hagen – Wuppertal – Düsseldorf – Neuss – Mönchengladbach – Rheydt                                                | -        |
| S 9                                         | Hagen – Wuppertal – Essen – Bottrop – Gladbeck – Recklinghausen / Haltern                                        | -        |
| S 28                                        | Wuppertal – Mettmann – Düsseldorf – Neuss – Kaarst – Viersen – Venlo                                             | -        |
| Neue Linien oder Streckenabschnitte kursiv. | |          |

### Geplante Haltepunkte
An den bestehenden Linien sollen folgende Haltepunkte ergänzt werden:
| Linie    | Haltepunkte |
| -------- | --- |
| S 1      | Dortmund Technologiepark, Duisburg-Duissern |
| S 1 S 2  | Dortmund Brügmannplatz, Dortmund-Scharnhorst, Dortmund-Kurl, Kamen-Methler, Kamen (Streckenverlängerung von Kamen über Nordbögge bis Hamm möglich) |
| S 3      | Oberhausen-Alstaden |
| S 4      | Dortmund Kronprinzenstraße |
| S 5      | Dortmund West (derzeit nur S 4), Dortmund-Hombruch, Witten Rüdinghauser Feld, Witten-Pferdebachstraße (Witten Universität), Hagen-Eckesey          |
| S 6      | Köln Berliner Straße, Köln-Kalk West, Ratingen-Eggerscheidt, Ratingen Süd                                                                          |
| S 7      | Remscheid Ost (Mixsiepen), Remscheid-Honsberg |
| S 8      | Schwelm Ost, Neuss Stadtwald |
| S 8 S 9  | Wuppertal-Arrenberg |
| S 8 S 68 | Wuppertal-Vohwinkel Rangierbahnhof |
| S 9      | Schwelm Ost, Gelsenkirchen-Buer Nord (Nordstrecke), Herten-Westerholt                                                                              |
| S 28     | Neuss Johanna-Etienne-Krankenhaus |